# Попов, Николай Александрович (протоиерей)
Николай Александрович Попов (25 ноября 1828 — 28 июля 1891) — протоиерей Русской православной церкви, ректор Вятской Духовной Семинарии, писатель.

## Биография
Родился 25 ноября 1829 года.
По окончании в 1850 году курса в Вятской духовной семинарии поступил в Казанскую духовную академию, курс которой окончил в 1854 году со степенью магистра богословия.
В следующем же году он был назначен преподавателем Вятской Семинарии сначала по физике и математике, а с 1857 года — по богословским наукам. Оставаясь в Семинарии до 1862 года, уже в июне 1860 году был рукоположён во священника к церкви богоугодных заведений города Вятки, вскоре после этого поступил законоучителем в Училище детей канцелярских служителей, позднее женской Мариинской Гимназии, в Училище девиц духовного звания и, наконец, в Вятскую губернскую (мужскую) гимназию.
Прослужив в течение 10 лет приходским священником, в 1881 году, по избранию епархиального духовенства, был утверждён ректором Вятской Духовной Семинарии.
Строгий к себе, он, в отношении к воспитанникам, являлся не строгим начальником, требующим беспрекословного подчинения своим распоряжениям, а добрым наставником, у которого всегда можно было найти нравственную поддержку. Теми же чертами характеризуются его отношения к сослуживцам-преподавателям семинарии. Проницательный ум, доброта и сдержанность.
Помимо своих непосредственных обязанностей приходского священника, а впоследствии ректора Семинарии, Николай Попов исполнял множество отдельных поручений епархиального начальства; так, он был членом комитета по улучшению быта духовенства, председателем епархиального съезда; несколько раз принимал участие в ревизии отчётов учебных заведений Духовного Ведомства и Вятского Попечительства о бедных духовного звания. Кроме того, он состоял членом Вятского комитета Православного Миссионерского Общества, товарищем председателя противораскольнического Братства св. Николая, членом Вятского Епархиального Училищного Совета и Вятского губернского статистического комитета.
Награждён орденами святого Владимира 4-й (1885) и 3-й (1889) степени и крестом, выдаваемым из Кабинета его императорского величества.
Скончался 28 июля 1891 года в Санкт-Петербурге, куда он отправился по делам Семинарии. Погребён на Никольском кладбище в Александро-Невской лавре в Санкт-Петербурге.

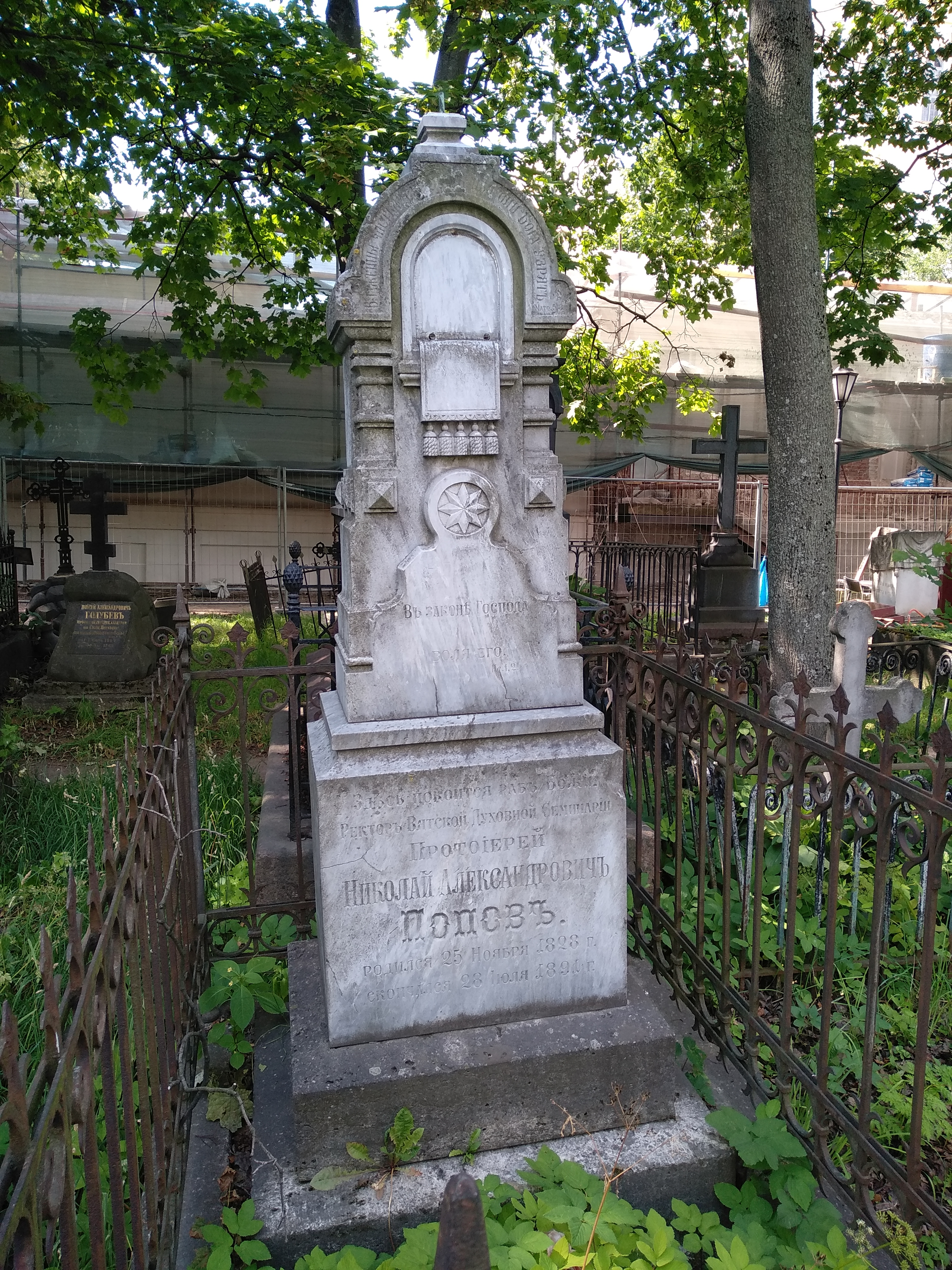
Могила Попова на Никольском кладбище Александро-Невской лавры Санкт-Петербурга.

## Сочинения
- «Начальное наставление в законе Божием, курс приготовит. класса», 1-е изд. Вятка. 1877; 8-е — 1900;
- «Священная история Ветхого Завета», СПб. 1864 г.
- «Священная история Нового Завета»

отдельные статьи:
- «Детство Иисуса Христа» — «Вятские Епарх. Вед.» 1863 г.
- «Проект взаимно-вспомогательной кассы для духовенства Вятской епархии» — там же 1869—70 гг.

Кроме того, ему принадлежит множество речей, поучений и бесед на разные случаи, напечатанных в «Вятск. Епарх. Вед.» и в «Вятск. Губерн. Ведом.» за разные годы.